# 원버튼
원버튼은 대한민국의 음악 그룹이다. 2020년 EP 앨범 [Blumy]로 데뷔했다.

## 방송
- 락쿵 (2022) - Top47

## 음반
- Blumy (2020)
- Letter (2024)